# Kazakstan i olympiska vinterspelen 1994
Kazakstan deltog med 29 deltagare vid de olympiska vinterspelen 1994 i Lillehammer. Totalt vann de en guldmedalj och två silvermedaljer.

## Medaljer

### Guld
- Vladimir Smirnov - Längdskidåkning, 50 km klassiskt.

### Silver
- Vladimir Smirnov - Längdskidåkning, 10 km klassiskt.
- Vladimir Smirnov - Längdskidåkning, Skiathlon.